# Betty Pino
Beatriz Pino, conocida como Betty Pino (Ancón, 21 de abril de 1948 - Miami, 7 de agosto de 2013) fue una locutora ecuatoriana, también conocida como La Reina de la radio en Miami, y en España y Latinoamérica como "La Gurú" del mundo del disco.

## Primeros años
Nació el 21 de abril de 1948, en Ancón, Ecuador. A temprana edad vivió en Quito donde se graduó de Bachiller y Secretaria Ejecutiva. Desde muy temprana edad se sintió atraída por la locución radial, siendo su sueño ser una locutora reconocida a nivel internacional, por lo que a los 14 años incursiona por primera vez como operadora de una estación de radio en Quito.

## Carrera
Tiempo después, Pino se trasladó a Estados Unidos, donde trabajó como mucama en un hotel de lujo y en una cafetería, sin embargo mantenía sus sueños de llegar a la radio. En 1973 consiguió un trabajo como recepcionista en una estación radial en Miami, pero más tarde, en 1974, logró un empleo en la estación FM-92 convirtiéndose en la primera mujer DJ del Sur de la Florida y en la voz radial femenina más importante de la ciudad. También fue la organizadora de los premios Aplauso 92. Años más tarde llega a la radio Amor 107.5 FM de la cadena Univision, donde condujo un espacio semanal de música y farándula.
Pino se ganó rápidamente el cariño de los radio oyentes y personalidades de la música hispana, gracias a su carisma y estilo único por el cual era conocida como "La Reina de la radio" en Miami. También era conocida en Latinoamérica y España como "La Gurú" del mundo del disco, por su habilidad para anticipar cuando un tema musical se convertiría en un gran éxito como; "Caballo Viejo", de Roberto Torres; la "Macarena", de Los del Río; "La Gota Fría", de Carlos Vives; "El hombre que yo amo", de Myriam Hernández; entre otros. Gracias a esto, se convirtió en una pieza clave para la carrera de muchos artistas españoles y latinos en Miami, con los que llegó a tener una gran amistad, entre los cuales destacan Myriam Hernández, Raphael, Sandro, Braulio, Dyango, Rocío Jurado y Julio Iglesias quien incluso llegó a ser padrino de su hija Beatriz.

## Fallecimiento
El 15 de julio de 2013, Betty Pino ingresó al Doctor’s Hospital de Coral Gables, por una infección bacteriana. Sin embargo, tras un tratamiento con antibióticos que no logró mejorar su salud y de entrar en estado de coma inducido, falleció en el Jackson Memorial Hospital de la ciudad de Miami, el 7 de agosto de 2013 a las 2:00 de la madrugada. La noticia afectó al mundo de la farándula musical y radial, de los cuales eran muy cercanos a ella, y que por Twitter hicieron mención de su pesar cantantes como Myriam Hernández, Julio Iglesias, Dyango, Raphael, Ricardo Montaner, Luis Fonsi, Olga Tañón, Willie Colón, Shakira, Laura Pausini, Chayanne, Douglas Bastidas, Carlos Baute, la periodista María Celeste Arrarás, el presentador de televisión Roberto Angelelli y los locutores de radio Javier Romero y Pepe Forte. Le sobreviven sus hijas Beatriz y Cristina, su madre y sus hermanas.  Jossie Esteban y La Patrulla 15 nombran a Betty Pino en su canción, "El Meneito".

## Premios y reconocimientos
- 1993, Premio a la ‘Personalidad Radial Latina del año en Estados Unidos’ concedido por Billboard Magazine.[4][2]
- 1986, Homenaje de los más grandes artistas españoles como Rocío Jurado y Raphael.[5][4]
- 1995, Premio Cassandra a la Mejor Personalidad Internacional de la Radio.[4][2]
- Le otorgan una estrella en el ‘Paseo de las Estrellas en la Calle 8’ de Miami, en 1996.[4][2]
- 1997, Premio al Mejor Formato corto de un Programa de Noticias artísticas por la South Florida A.I.R.[4]